# Dyskografia Sex Pistols
Ta strona zawiera pełną dyskografię punkrockowego zespołu Sex Pistols.

## Albumy studyjne
| Data wydania         | Tytuł                                           | Wydawca        |
| -------------------- | ----------------------------------------------- | -------------- |
| 28 października 1977 | Never Mind the Bollocks, Here’s the Sex Pistols | Virgin Records |

## Albumy kompilacyjne
| Data wydania         | Tytuł                              | Wydawca        |
| -------------------- | ---------------------------------- | -------------- |
| 24 lutego 1979       | The Great Rock ’n’ Roll Swindle    | Virgin Records |
| 27 lipca 1979        | Some Product: Carri on Sex Pistols | Virgin Records |
| 16 lutego 1980       | Flogging a Dead Horse              | Virgin Records |
| 17 października 1992 | Kiss This                          | Virgin Records |
| 24 czerwca 1996      | Never Mind the Bollocks/Spunk      | Virgin Records |
| 6 czerwca 2002       | Jubilee                            | Virgin Records |
| 6 czerwca 2002       | Sex Pistols Box Set                | Virgin Records |

## Albumy koncertowe
| Data wydania      | Tytuł                                  | Wydawca              |
| ----------------- | -------------------------------------- | -------------------- |
| 16 lipca 1996     | Filthy Lucre Live                      | Virgin Records       |
| 1997              | Live at Winterland 1978                | Warner Bros. Records |
| 13 listopada 2001 | Anarchy in the UK: Live at the 76 Club | Prism                |

## Single
| Data wydania         | Tytuł                           | Wydawca        |
| -------------------- | ------------------------------- | -------------- |
| 26 listopada 1976    | Anarchy in the U.K.             | EMI            |
| 27 maja 1977         | God Save the Queen              | Virgin Records |
| 1 lipca 1977         | Pretty Vacant                   | Virgin Records |
| 14 października 1977 | Holidays in the Sun             | Virgin Records |
| 30 czerwca 1978      | No One Is Innocent              | Virgin Records |
| 23 lutego 1979       | Something Else                  | Virgin Records |
| 30 marca 1979        | Silly Thing                     | Virgin Records |
| 22 czerwca 1979      | C’mon Everybody                 | Virgin Records |
| 4 października 1979  | The Great Rock ’n’ Roll Swindle | Virgin Records |
| 5 czerwca 1980       | (I'm Not Your) Stepping Stone   | Virgin Records |
| 21 listopada 1980    | Black Leather                   | Virgin Records |